# PhotoScape
PhotoScape — безплатна програма для перегляду зображень, редагування графіки, обробки файлів у пакетному режимі та конвертації сирих RAW-файлів.

## Основні можливості
- Змінення розмірів зображень, обрізання зображень, а також змінення яскравості, насиченості кольору, балансу білого, режим мозаїки, друк тексту, змазування зображень, корекція контрастності.
- Пакетне редагування. Можливість редагування великої кількості файлів.
- Усунення ефекту червоних очей.
- Створення одного зображення з декількох фотографій.
- Анімовані зображення. Створення з декількох зображень одного анімованого у форматі GIF.
- Друк. Можливість друку фотографій, візитівок.
- Дільник. Поділ фотографій на кілька частин.
- Захоплення екрану. Створення та збереження знімків екрану.
- Захоплення кольору. Збільшення зображення і взяття зразка кольору.
- Конвертор зображень RAW в JPG.
- Режим слайд-шоу.

На головному екрані програми виводяться популярні фотографії з сайту Flickr.

## Системні вимоги
- Звукова карта: непотрібна.
- Вільна пам'ять накопичувача (HDD, SSD): 24 МБ.